# Guinevere
Guinevere (výslovnost /ˈɡwɪnɪvɪər/) či Ginevra byla královna – manželka krále Artuše. V příbězích a folklóru se traduje, že měla milostný poměr s hlavním rytířem krále Artuše, Lancelotem. Tento příběh se objevuje v románu francouzského truvéra Chrétiena de Troyes Lancelot, le Chevalier de la Charrette (Lancelot aneb rytíř s károu), a rovněž je častým motivem v rozsáhlé literatuře o králi Artušovi, počínaje Lancelot-Grail na začátku 13. století a v Post-Vulgate Cycle a v Artušově smrti od Thomase Maloryho. Zrada Artuše Guineverou a Lancelotem se často objevuje i jako důvod úpadku království.

## Jméno
Velšská forma Gwenhwyfar, která zřejmě odpovídá irskému jménu Findabair, může být vykládána jako Bílá čarodějka nebo případně Bílá víla/duch, z prakeltského *Uindo-, tj. "bílý, čestný, svatý" + *seibarV (souhláska „V“) tj. "magie".
Někteří autoři uvádí, že jméno se mohlo odvodit od "Gwenhwy-fawr" neboli Gwenhwy Veliká, což je protiklad k postavě "Gwenhwy-fach" neboli Gwenhwy Menší. Gwenhwyfach se ve velšské literatuře objevuje jako sestra Guinevery Gwenhwyfar, avšak velšští akademici Melville Richards a Rachel Bromwich tuto etymologii odmítají (přičemž Richards uvádí, že Gwenhwyfach byla vytvořena zpětně, když název vznikl nesprávným výkladem Gwenwhy-far jako Gwenhwy-fawr).
Geoffrey z Monmouthu uvádí ve své Historia Regum Britanniae její jméno v latině jako Guanhumara (ačkoli existuje mnoho variant pravopisu v různých rukopisech). Caradoc ve Vita Gildae uvádí Guennuuar. Gerald z Walesu ji nazývá Wenneuereia. V 15. století se ve hře Život svatého Ke (Bewnans Ke) v kornštině jmenuje Gwynnever. V moderní angličtině se toto kornské jméno změnilo na Jennifer.

## Postava Guinevery
V jedné z Velšských triád (Trioedd Ynys Prydein, č. 56), se objevují tři Gwenhwyfary, které byly provdány za krále Artuše. První byla dcerou Cywryda z Gwentu, druhá Gwythyra ap Greidawl a třetí (G)ogrfana Gawra ("Obra")). Ve znění jiné Velšské triády (Trioedd Ynys Prydein, č. 54) se zmiňuje jen jedna Gwenhwyfar, dcera Gogfrana Gawra. V dvou dalších Triádách (Trioedd Ynys Prydein, č. 53 a 84) se objevuje zmínka o Gwenhwyfar v souvislosti s její sestrou Gwenhwyfach, která byla považována za příčinu bitvy u Camlannu. Ve velšské romanci Culhwch ac Olwen se objevuje spolu se svou sestrou Gwenhwyfach. Ve své Historia Regum Britanniae Geoffrey z Monmouthu uvádí, že je jednou z nejkrásnějších žen v Británii, původem ze šlechtické římské rodiny, kterou učil vévoda Cador z Cornwallu.
V ne-velšské středověké romanci je dcerou krále Leodegrance a s Artušem se zasnoubila jako velmi mladá. Když později přišel Lancelot, okamžitě se do něj zamilovala a brzy dochází k cizoložství, které má přinést pád Artuše. Nicméně Artuš dlouho o jejich vztahu nebo cizoložství neví, a to do doby konání slavnosti, kdy si všimne, že tam ani Lancelot ani Guinevera nejsou. Jejich vztah odhalí dva ze synů krále Lota, Agravain a Mordred. Lancelot uprchne, zatímco Artuš Guineveru odsoudí ke smrti upálením na hranici. S vědomím toho, že se Lancelot a jeho rodina pokusí popravu překazit, Artuš vyšle mnoho svých rytířů, aby hranici střežili, rytíř Gawain se odmítne zúčastnit. Lancelot dorazí a královnu zachrání. V nastalé bitvě však jsou zabiti Gawainovi bratři Gaheris a Gareth, což Gawaina tak rozlítí, že Artuše tlačí do války s Lancelotem. V době, kdy Artuš odjede do Francie bojovat s Lancelotem, ponechá Guineveru v péči Mordreda, který však intrikuje, že se sám s Guineverou ožení a získá jeho trůn. V některých verzích Guinevere souhlasí s návrhem Mordreda, avšak v jiných se skrývá v londýnském Toweru a poté uprchne do kláštera. Když se doslechne o zradě, Artuš se vrátí do Británie a Mordreda zabije, ale jeho vlastní zranění jsou tak rozsáhlá, že je převezen na Avalon. Guinevere se s Artušem naposledy setkává a poté se vrací do kláštera, kde stráví zbytek života.
Ve většině příběhů je Guinevere bezdětná, výjimkou jsou díla Perlesvaus a Alliterative Morte Arthure. V prvním z nich je postava Loholt evidentně jejím synem, v jiných dílech se tato postava objevuje jako nelegitimní syn Artuše. Ve druhém jmenovaném díle se Guinevere dobrovolně stane chotí Mordreda a porodí mu dva syny, ačkoli toto vše se spíše dovozuje, ale není řečeno v textu výslovně. Rovněž ve Velšských triádách se rovněž zmiňují Artušovi synové, ačkoli jejich původ není jasný. Ostatní rodinné vztahy jsou rovněž nejasné, bratr a polorodá sestra představují nepřátele, v Lancelot-Grail a v německé romanci Diu Crône, ale žádná z těchto postav není zmíněna jinde. Ve velšských tradicích se vzpomíná sestra královny Gwenhyvach a nepřátelství mezi nimi. Ačkoli pozdější literatura téměř vždy uvádí Leodegrance jako otce Guinevery, její matka obvykle zmiňována není, ačkoli se na některých místech uvádí, že již zemřela. To je případ středoanglické romance The Awntyrs off Arthure (Artušova dobrodružství), kde Guineveře a Gawainovi zjevuje v Inglewoodském lese duch Guineveřiny matky. Jiná díla zmiňují bratrance či sestřenice, avšak ti se zpravidla neobjevují více než jednou.
Guinevere je zachycována jako cokoli mezi slabým a prospěchářským zrádcem až po osudově zkaženou, ale i vznešenou a ctnostnou urozenou dámu. V díle Yvain, rytíř se lvem od Chrétiena je vychvalována pro svou inteligenci, přátelskost a noblesu, zatímco v Lanvalovi od Marie de France a v jeho středoanglické verzi od Thomase Chestra zvané Sir Launfal, je to pomstychtivá cizoložnice, neoblíbená u protagonistů a všech slušných rytířů. Rané kroniky mají tendenci ji zachycovat nepříznivě a nemilosrdně, zatímco pozdější autoři využívají jejích dobrých a špatných vlastností k dokreslení propracovanější postavy, která hraje významnější roli. Chrétienova díla jsou jedna z prvních, která postavu Guinevery popisují podrobněji než jen jako Artušovu manželku. K tomu pravděpodobně došlo díky jeho publiku toho času, dvoru Marie de Champagne, který byl složen z uhlazených dam, které hrály vysoké společenské role.

## Únos Guinevery
Nejranější zmínka o Guineveře je ve velšském příběhu Culhwch ac Olwen, kde se objevuje, jako Artušova královna, ale je o ní uvedeno jen málo. Caradoc z Llancarfaunu, který napsal své Život Gildy před rokem 1136 uvádí, že byla unesena Melwasem, králem „Letní země“ (Aestiva Regio, což má snad znamenat Somerset), a byla vězněna v jeho pevnosti v Glastonbury. Příběh uvádí, že Artuš strávil rok jejím hledáním a sestavil armádu, která vtrhla do Melwasovy pevnosti, zatímco svatý Gilda vyjednával o mírovém řešení. Toto je první písemná zmínka o únosu Guinevery, jedna z prvních a nejčastějších epizod v Artušovské legendě. Velmi podobný motiv se objevuje vyrytý i na archivoltu katedrály v Modeně v Itálii, který pravděpodobně předchází vyprávění Caradoca: v tom příběhu „Artuš z Bretanie“ a Isdernus přichází k věži, kde „Mardoc“ vězní „Winlogee“, zatímco na druhé straně Carrado (pravděpodobně Carados) bojuje s Galvaginem (Gawain) a rytíři Galvariun a Che (Kay) se blíží. „Isdernus“ je téměř jistě určité ztělesnění Ydera, keltského hrdiny, jehož jméno se objevuje v Culhwch ac Olwen, a který byl milencem Guinevery v téměř zapomenutém tradičním příběhu zmiňovaném v Beroulově Tristanovi a promítnutého do pozdějšího Roman de Yder. Velšský básník Dafydd ap Gwilym uvádí únos Guinevery ve dvou svých básních a středověký Roger Sherman Loomis navrhuje, že tento příběh dokládá, že „zdědila roli keltské Persefony“.
Geoffrey z Monmouthu vypráví jinou verzi únosu Guinevery, kdy dodává, že byla potomkem urozené římské rodiny a svěřena do ochrany Cadorovi, vévodovi z Cornwallu. Artuš ji zanechal v péči svého synovce Mordreda, zatímco přeplul do Evropy, aby bojoval s (fiktivním) římským prokurátorem Luciem Hiberiem. V době jeho nepřítomnosti Mordred Guineveru svedl a oženil se s ní, v důsledku čeho se Mordred sám prohlásil za krále a získal Artušův trůn. Artuš se vrátil do Británie a bojoval s Mordredem v osudové bitvě u Camlannu.
Chrétien de Troyes vypráví ještě jinou verzi únosu Guinevery, tentokrát Meleagantem (jehož jméno je zřejmě odvozeno z Melwas) v Lancelot aneb rytíř s károu. Pasáž o únosu velmi připomíná Caradocovo dílo, ale zde není královniným zachráncem ani Artuš ani Yder, ale Lancelot, jeho poměr s královnou je poprvé zmiňován v tomto díle. Spekuluje se, Chrétien vytvořil příběh o jejich poměru, aby vytvořil postavu ušlechtilého milence Guinevery. Mordred nemohl být použit, neboť jeho úmysly šly daleko nad samotné vysvobození Guinevery a Yder byl už zcela zapomenut.
Německý příběh Diu Crône uvádí, že Guinevere unesl její bratr Gotegrim, který ji chtěl zabít, neboť se odmítla provdat za Gasozeina, který se prohlašoval za jejího právoplatného manžela. V díle Lanzelet od Ulricha von Zatzikhovena tvrdí Valerin, král Tangledského lesa, že má právo se s Guineverou oženit a unese ji na svůj hrad v rámci bojů o moc, protože dle učenců je Guinevere spojována se zajištěním úrodnosti a suverenity Británie. Artušova družina ji zachrání, ale Valerin ji znovu unese a způsobí, že Guinevera usne kouzelným spánkem uvnitř jiného hradu, který obklopují hadi a pouze mocný čaroděj Malduc ji může zachránit. Všechny tyto podobné příběhy o únosu jiným únoscem, včetně alegorie o Lancelotovi, který ji zachrání před upálením na hranici z důvodu odhalení jejich milostného poměru, jsou variace na téma vysvobození Persefony unesené Hádem, což Guineveru staví do role nevěsty z jiného světa Étaín, kterou Midir, král podsvětí unese z jejího pozemského života a ona zapomene na svou minulost.
Verze o únosu Guinevery spojovaná s Meigle ve Skotsku je známá díky tomu, že byla vytesána na Piktických kamenech. Jeden z kamenů, který se nyní nachází v Muzeu vytesávaných kamenů v Meigle, má znázorňovat Vanoru, což je místní pojmenování Guinevere. Říká se o ní, že byla unesena králem Mordredem. Když se pak konečně vrátí k Artušovi, ten ji odsoudí k smrti za nevěru a přikáže, aby byla roztrhána na kusy divokými šelmami, což má být zobrazeno na Meigleském kameni č. 2. Tento kámen je jeden ze dvou kamenů, které původně stály poblíž náspu, který měl být hrobem Vanory.